# San Román (Orense)
San Román es un lugar español situado en la parroquia de Sobradelo, del municipio de Junquera de Ambía, en la provincia de Orense, Galicia.

## Demografía
| Gráfica de evolución demográfica de San Román entre 2000 y 2022 |
|                                                                 |
| Datos según el nomenclátor publicado por el INE.                |